# 极紫外光刻

極紫外光微影的成像機制

（英语：extreme ultraviolet lithography，简称“EUV”或“EUVL”）又稱作超紫外線平版印刷術, 是一种使用極紫外光波長的光刻技術，目前用于7納米以下的先進製程，于2020年得到廣泛應用 。

## 背景

### DUV微影製程
晶圓製造過程裡有一道程序是將設計好的電路圖案(Pattern)縮小轉印到晶圓上，此道製程便稱之為, 7奈米以前的製程使用248或193奈米波長的光做為光源來進行微影。早期市面上DUV微影製程機台的供應商以Canon以及Nikon為主, 浸润式光刻出現後DUV微影製程機台改由艾司摩爾所獨霸。

### EUV微影製程
微影製程中若想要優化電路圖案(Pattern)的解析度有兩種做法，一是增加數值孔徑, 二是降低光源波長。EUV微影製程選擇第二中作法,將光源波長降低13.5奈米來提升電路圖案解析度，由於EUV波長太短,非常容易被大氣吸收,因此此道製程需要在真空環境中完成。目前EUV微影製程機台由艾司摩爾所開發出的Twinscan光刻機所獨霸一方。

### 光罩
EUV光罩與傳統光罩也截然不同，具複合多塗層反射鏡（分散式布拉格反射器）的光罩可將電路圖案反射到晶圓上。這種多層膜光罩雖然可維持光罩的反射率，但另一方面會影響臨界線寬、輪廓、刻線邊緣粗糙度。